# Мат Диларам
|   | a | b | c | d | e | f | g | h |   |
| - | --- | --- | --- | --- | --- | --- | --- | --- | - |
| 8 | b8 чёрная ладья · g8 чёрный король · f6 белая пешка · g6 белая пешка · a4 белый король · c4 чёрный конь · g4 белый конь · h4 белая ладья · h3 B l · b2 чёрная ладья · h1 белая ладья | b8 чёрная ладья · g8 чёрный король · f6 белая пешка · g6 белая пешка · a4 белый король · c4 чёрный конь · g4 белый конь · h4 белая ладья · h3 B l · b2 чёрная ладья · h1 белая ладья | b8 чёрная ладья · g8 чёрный король · f6 белая пешка · g6 белая пешка · a4 белый король · c4 чёрный конь · g4 белый конь · h4 белая ладья · h3 B l · b2 чёрная ладья · h1 белая ладья | b8 чёрная ладья · g8 чёрный король · f6 белая пешка · g6 белая пешка · a4 белый король · c4 чёрный конь · g4 белый конь · h4 белая ладья · h3 B l · b2 чёрная ладья · h1 белая ладья | b8 чёрная ладья · g8 чёрный король · f6 белая пешка · g6 белая пешка · a4 белый король · c4 чёрный конь · g4 белый конь · h4 белая ладья · h3 B l · b2 чёрная ладья · h1 белая ладья | b8 чёрная ладья · g8 чёрный король · f6 белая пешка · g6 белая пешка · a4 белый король · c4 чёрный конь · g4 белый конь · h4 белая ладья · h3 B l · b2 чёрная ладья · h1 белая ладья | b8 чёрная ладья · g8 чёрный король · f6 белая пешка · g6 белая пешка · a4 белый король · c4 чёрный конь · g4 белый конь · h4 белая ладья · h3 B l · b2 чёрная ладья · h1 белая ладья | b8 чёрная ладья · g8 чёрный король · f6 белая пешка · g6 белая пешка · a4 белый король · c4 чёрный конь · g4 белый конь · h4 белая ладья · h3 B l · b2 чёрная ладья · h1 белая ладья | 8 |
| 7 | b8 чёрная ладья · g8 чёрный король · f6 белая пешка · g6 белая пешка · a4 белый король · c4 чёрный конь · g4 белый конь · h4 белая ладья · h3 B l · b2 чёрная ладья · h1 белая ладья | b8 чёрная ладья · g8 чёрный король · f6 белая пешка · g6 белая пешка · a4 белый король · c4 чёрный конь · g4 белый конь · h4 белая ладья · h3 B l · b2 чёрная ладья · h1 белая ладья | b8 чёрная ладья · g8 чёрный король · f6 белая пешка · g6 белая пешка · a4 белый король · c4 чёрный конь · g4 белый конь · h4 белая ладья · h3 B l · b2 чёрная ладья · h1 белая ладья | b8 чёрная ладья · g8 чёрный король · f6 белая пешка · g6 белая пешка · a4 белый король · c4 чёрный конь · g4 белый конь · h4 белая ладья · h3 B l · b2 чёрная ладья · h1 белая ладья | b8 чёрная ладья · g8 чёрный король · f6 белая пешка · g6 белая пешка · a4 белый король · c4 чёрный конь · g4 белый конь · h4 белая ладья · h3 B l · b2 чёрная ладья · h1 белая ладья | b8 чёрная ладья · g8 чёрный король · f6 белая пешка · g6 белая пешка · a4 белый король · c4 чёрный конь · g4 белый конь · h4 белая ладья · h3 B l · b2 чёрная ладья · h1 белая ладья | b8 чёрная ладья · g8 чёрный король · f6 белая пешка · g6 белая пешка · a4 белый король · c4 чёрный конь · g4 белый конь · h4 белая ладья · h3 B l · b2 чёрная ладья · h1 белая ладья | b8 чёрная ладья · g8 чёрный король · f6 белая пешка · g6 белая пешка · a4 белый король · c4 чёрный конь · g4 белый конь · h4 белая ладья · h3 B l · b2 чёрная ладья · h1 белая ладья | 7 |
| 6 | b8 чёрная ладья · g8 чёрный король · f6 белая пешка · g6 белая пешка · a4 белый король · c4 чёрный конь · g4 белый конь · h4 белая ладья · h3 B l · b2 чёрная ладья · h1 белая ладья | b8 чёрная ладья · g8 чёрный король · f6 белая пешка · g6 белая пешка · a4 белый король · c4 чёрный конь · g4 белый конь · h4 белая ладья · h3 B l · b2 чёрная ладья · h1 белая ладья | b8 чёрная ладья · g8 чёрный король · f6 белая пешка · g6 белая пешка · a4 белый король · c4 чёрный конь · g4 белый конь · h4 белая ладья · h3 B l · b2 чёрная ладья · h1 белая ладья | b8 чёрная ладья · g8 чёрный король · f6 белая пешка · g6 белая пешка · a4 белый король · c4 чёрный конь · g4 белый конь · h4 белая ладья · h3 B l · b2 чёрная ладья · h1 белая ладья | b8 чёрная ладья · g8 чёрный король · f6 белая пешка · g6 белая пешка · a4 белый король · c4 чёрный конь · g4 белый конь · h4 белая ладья · h3 B l · b2 чёрная ладья · h1 белая ладья | b8 чёрная ладья · g8 чёрный король · f6 белая пешка · g6 белая пешка · a4 белый король · c4 чёрный конь · g4 белый конь · h4 белая ладья · h3 B l · b2 чёрная ладья · h1 белая ладья | b8 чёрная ладья · g8 чёрный король · f6 белая пешка · g6 белая пешка · a4 белый король · c4 чёрный конь · g4 белый конь · h4 белая ладья · h3 B l · b2 чёрная ладья · h1 белая ладья | b8 чёрная ладья · g8 чёрный король · f6 белая пешка · g6 белая пешка · a4 белый король · c4 чёрный конь · g4 белый конь · h4 белая ладья · h3 B l · b2 чёрная ладья · h1 белая ладья | 6 |
| 5 | b8 чёрная ладья · g8 чёрный король · f6 белая пешка · g6 белая пешка · a4 белый король · c4 чёрный конь · g4 белый конь · h4 белая ладья · h3 B l · b2 чёрная ладья · h1 белая ладья | b8 чёрная ладья · g8 чёрный король · f6 белая пешка · g6 белая пешка · a4 белый король · c4 чёрный конь · g4 белый конь · h4 белая ладья · h3 B l · b2 чёрная ладья · h1 белая ладья | b8 чёрная ладья · g8 чёрный король · f6 белая пешка · g6 белая пешка · a4 белый король · c4 чёрный конь · g4 белый конь · h4 белая ладья · h3 B l · b2 чёрная ладья · h1 белая ладья | b8 чёрная ладья · g8 чёрный король · f6 белая пешка · g6 белая пешка · a4 белый король · c4 чёрный конь · g4 белый конь · h4 белая ладья · h3 B l · b2 чёрная ладья · h1 белая ладья | b8 чёрная ладья · g8 чёрный король · f6 белая пешка · g6 белая пешка · a4 белый король · c4 чёрный конь · g4 белый конь · h4 белая ладья · h3 B l · b2 чёрная ладья · h1 белая ладья | b8 чёрная ладья · g8 чёрный король · f6 белая пешка · g6 белая пешка · a4 белый король · c4 чёрный конь · g4 белый конь · h4 белая ладья · h3 B l · b2 чёрная ладья · h1 белая ладья | b8 чёрная ладья · g8 чёрный король · f6 белая пешка · g6 белая пешка · a4 белый король · c4 чёрный конь · g4 белый конь · h4 белая ладья · h3 B l · b2 чёрная ладья · h1 белая ладья | b8 чёрная ладья · g8 чёрный король · f6 белая пешка · g6 белая пешка · a4 белый король · c4 чёрный конь · g4 белый конь · h4 белая ладья · h3 B l · b2 чёрная ладья · h1 белая ладья | 5 |
| 4 | b8 чёрная ладья · g8 чёрный король · f6 белая пешка · g6 белая пешка · a4 белый король · c4 чёрный конь · g4 белый конь · h4 белая ладья · h3 B l · b2 чёрная ладья · h1 белая ладья | b8 чёрная ладья · g8 чёрный король · f6 белая пешка · g6 белая пешка · a4 белый король · c4 чёрный конь · g4 белый конь · h4 белая ладья · h3 B l · b2 чёрная ладья · h1 белая ладья | b8 чёрная ладья · g8 чёрный король · f6 белая пешка · g6 белая пешка · a4 белый король · c4 чёрный конь · g4 белый конь · h4 белая ладья · h3 B l · b2 чёрная ладья · h1 белая ладья | b8 чёрная ладья · g8 чёрный король · f6 белая пешка · g6 белая пешка · a4 белый король · c4 чёрный конь · g4 белый конь · h4 белая ладья · h3 B l · b2 чёрная ладья · h1 белая ладья | b8 чёрная ладья · g8 чёрный король · f6 белая пешка · g6 белая пешка · a4 белый король · c4 чёрный конь · g4 белый конь · h4 белая ладья · h3 B l · b2 чёрная ладья · h1 белая ладья | b8 чёрная ладья · g8 чёрный король · f6 белая пешка · g6 белая пешка · a4 белый король · c4 чёрный конь · g4 белый конь · h4 белая ладья · h3 B l · b2 чёрная ладья · h1 белая ладья | b8 чёрная ладья · g8 чёрный король · f6 белая пешка · g6 белая пешка · a4 белый король · c4 чёрный конь · g4 белый конь · h4 белая ладья · h3 B l · b2 чёрная ладья · h1 белая ладья | b8 чёрная ладья · g8 чёрный король · f6 белая пешка · g6 белая пешка · a4 белый король · c4 чёрный конь · g4 белый конь · h4 белая ладья · h3 B l · b2 чёрная ладья · h1 белая ладья | 4 |
| 3 | b8 чёрная ладья · g8 чёрный король · f6 белая пешка · g6 белая пешка · a4 белый король · c4 чёрный конь · g4 белый конь · h4 белая ладья · h3 B l · b2 чёрная ладья · h1 белая ладья | b8 чёрная ладья · g8 чёрный король · f6 белая пешка · g6 белая пешка · a4 белый король · c4 чёрный конь · g4 белый конь · h4 белая ладья · h3 B l · b2 чёрная ладья · h1 белая ладья | b8 чёрная ладья · g8 чёрный король · f6 белая пешка · g6 белая пешка · a4 белый король · c4 чёрный конь · g4 белый конь · h4 белая ладья · h3 B l · b2 чёрная ладья · h1 белая ладья | b8 чёрная ладья · g8 чёрный король · f6 белая пешка · g6 белая пешка · a4 белый король · c4 чёрный конь · g4 белый конь · h4 белая ладья · h3 B l · b2 чёрная ладья · h1 белая ладья | b8 чёрная ладья · g8 чёрный король · f6 белая пешка · g6 белая пешка · a4 белый король · c4 чёрный конь · g4 белый конь · h4 белая ладья · h3 B l · b2 чёрная ладья · h1 белая ладья | b8 чёрная ладья · g8 чёрный король · f6 белая пешка · g6 белая пешка · a4 белый король · c4 чёрный конь · g4 белый конь · h4 белая ладья · h3 B l · b2 чёрная ладья · h1 белая ладья | b8 чёрная ладья · g8 чёрный король · f6 белая пешка · g6 белая пешка · a4 белый король · c4 чёрный конь · g4 белый конь · h4 белая ладья · h3 B l · b2 чёрная ладья · h1 белая ладья | b8 чёрная ладья · g8 чёрный король · f6 белая пешка · g6 белая пешка · a4 белый король · c4 чёрный конь · g4 белый конь · h4 белая ладья · h3 B l · b2 чёрная ладья · h1 белая ладья | 3 |
| 2 | b8 чёрная ладья · g8 чёрный король · f6 белая пешка · g6 белая пешка · a4 белый король · c4 чёрный конь · g4 белый конь · h4 белая ладья · h3 B l · b2 чёрная ладья · h1 белая ладья | b8 чёрная ладья · g8 чёрный король · f6 белая пешка · g6 белая пешка · a4 белый король · c4 чёрный конь · g4 белый конь · h4 белая ладья · h3 B l · b2 чёрная ладья · h1 белая ладья | b8 чёрная ладья · g8 чёрный король · f6 белая пешка · g6 белая пешка · a4 белый король · c4 чёрный конь · g4 белый конь · h4 белая ладья · h3 B l · b2 чёрная ладья · h1 белая ладья | b8 чёрная ладья · g8 чёрный король · f6 белая пешка · g6 белая пешка · a4 белый король · c4 чёрный конь · g4 белый конь · h4 белая ладья · h3 B l · b2 чёрная ладья · h1 белая ладья | b8 чёрная ладья · g8 чёрный король · f6 белая пешка · g6 белая пешка · a4 белый король · c4 чёрный конь · g4 белый конь · h4 белая ладья · h3 B l · b2 чёрная ладья · h1 белая ладья | b8 чёрная ладья · g8 чёрный король · f6 белая пешка · g6 белая пешка · a4 белый король · c4 чёрный конь · g4 белый конь · h4 белая ладья · h3 B l · b2 чёрная ладья · h1 белая ладья | b8 чёрная ладья · g8 чёрный король · f6 белая пешка · g6 белая пешка · a4 белый король · c4 чёрный конь · g4 белый конь · h4 белая ладья · h3 B l · b2 чёрная ладья · h1 белая ладья | b8 чёрная ладья · g8 чёрный король · f6 белая пешка · g6 белая пешка · a4 белый король · c4 чёрный конь · g4 белый конь · h4 белая ладья · h3 B l · b2 чёрная ладья · h1 белая ладья | 2 |
| 1 | b8 чёрная ладья · g8 чёрный король · f6 белая пешка · g6 белая пешка · a4 белый король · c4 чёрный конь · g4 белый конь · h4 белая ладья · h3 B l · b2 чёрная ладья · h1 белая ладья | b8 чёрная ладья · g8 чёрный король · f6 белая пешка · g6 белая пешка · a4 белый король · c4 чёрный конь · g4 белый конь · h4 белая ладья · h3 B l · b2 чёрная ладья · h1 белая ладья | b8 чёрная ладья · g8 чёрный король · f6 белая пешка · g6 белая пешка · a4 белый король · c4 чёрный конь · g4 белый конь · h4 белая ладья · h3 B l · b2 чёрная ладья · h1 белая ладья | b8 чёрная ладья · g8 чёрный король · f6 белая пешка · g6 белая пешка · a4 белый король · c4 чёрный конь · g4 белый конь · h4 белая ладья · h3 B l · b2 чёрная ладья · h1 белая ладья | b8 чёрная ладья · g8 чёрный король · f6 белая пешка · g6 белая пешка · a4 белый король · c4 чёрный конь · g4 белый конь · h4 белая ладья · h3 B l · b2 чёрная ладья · h1 белая ладья | b8 чёрная ладья · g8 чёрный король · f6 белая пешка · g6 белая пешка · a4 белый король · c4 чёрный конь · g4 белый конь · h4 белая ладья · h3 B l · b2 чёрная ладья · h1 белая ладья | b8 чёрная ладья · g8 чёрный король · f6 белая пешка · g6 белая пешка · a4 белый король · c4 чёрный конь · g4 белый конь · h4 белая ладья · h3 B l · b2 чёрная ладья · h1 белая ладья | b8 чёрная ладья · g8 чёрный король · f6 белая пешка · g6 белая пешка · a4 белый король · c4 чёрный конь · g4 белый конь · h4 белая ладья · h3 B l · b2 чёрная ладья · h1 белая ладья | 1 |
|   | a | b | c | d | e | f | g | h |   |

Мат Дилара́м — средневековая мансуба (позиция из манускрипта 1140 года, хранящегося в Стамбульском музее) неизвестного автора, в которой мат достигается путём жертвы двух ладей. В ряде изданий авторство приписывается выдающемуся арабскому мастеру шатранджа ас-Сули.
Своим названием обязана романтичной истории, которая впервые приводится в шахматной рукописи персидского поэта Фирдоуси ат-Тахитала (1503). Диларам (по-персидски — «спокойное сердце») была женой визиря, страстного игрока в шатрандж (предшественник шахмат). Однажды он играл с сильным противником. Ему не везло, и он проиграл всё состояние. Тогда, одержимый азартом, визирь сделал последнюю ставку — на красавицу Диларам. В этой решающей партии дела вновь складывались для него плохо. Опасность грозила белому королю со всех сторон. Но Диларам, наблюдавшая за игрой, обнаружила в этом положении изумительное спасение и воскликнула:
«Пожертвуй оба руха (по-арабски — „ладьи“) и спаси меня!» После этой подсказки визирь нашёл блестящую комбинацию и добился победы:
1. Лh8+ Кр: h8 

2. Аf5+ Крg8 

3. Лh8+ Кр: h8 

4. g7+ Крg8 

5. Кh6#
На поле h3 — алфил (А). Алфил (араб. слон) — предшественник слона, мог двигаться лишь через одно поле по диагонали и, подобно коню, прыгать через другие фигуры. По правилам шатранджа пешка может превращаться только в ферса, поэтому нельзя выиграть 1.Kh6+ Kpf8 2.g7+ Kpe8 3.g8Ф — это даже не шах, поскольку ферс ходит только по диагонали на одно поле.
Мансуба отличается яркостью содержания. В средневековой Европе «мат Диларам» оказался прообразом около 200 «задач на пари».